# 雪峰山崖豆藤
雪峰山崖豆藤（学名：Millettia dielsiana var. solida）为豆科崖豆藤属下的一个变种。

## 扩展阅读
- 維基物種上的相關：雪峰山崖豆藤